# 議事亭前地
議事亭前地（葡萄牙語：Largo do Senado），俗稱「噴水池」，是澳門的一個廣場，位居澳門半島中區，面積3,700平方米，是澳門四大廣場之一。2005年作為澳門歷史城區的部分被列入世界文化遺產名錄內。議事亭前地北連板樟堂前地，南臨新馬路，南闊北窄，呈狹長的三角形，為熱鬧的商業及文化活動區。

## 歷史沿革

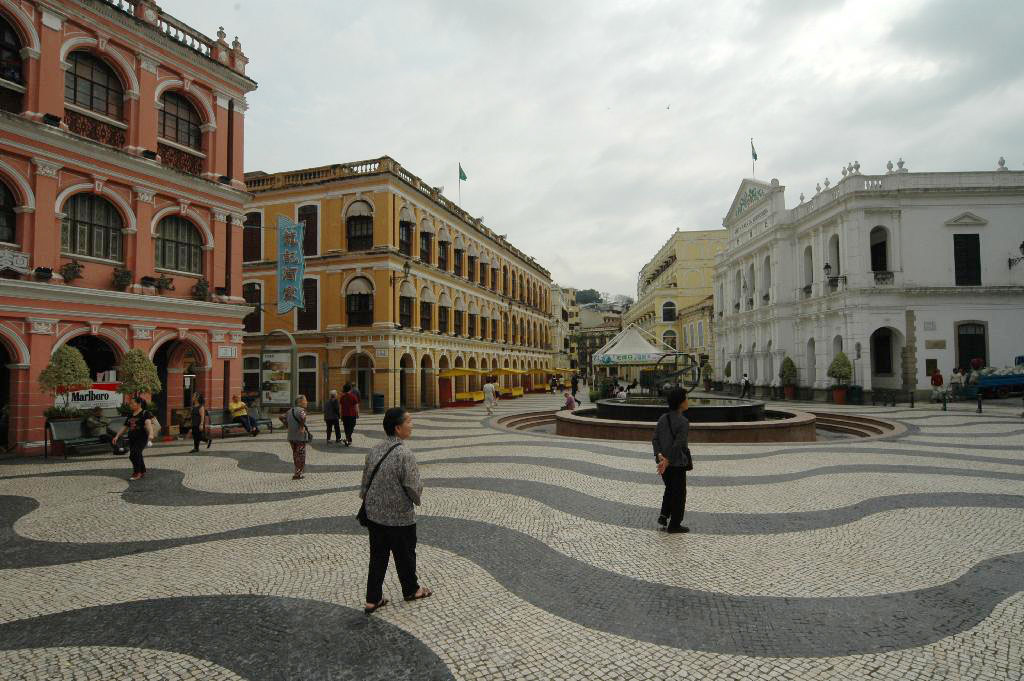
昔日的議事亭前地，左側為龍記酒家

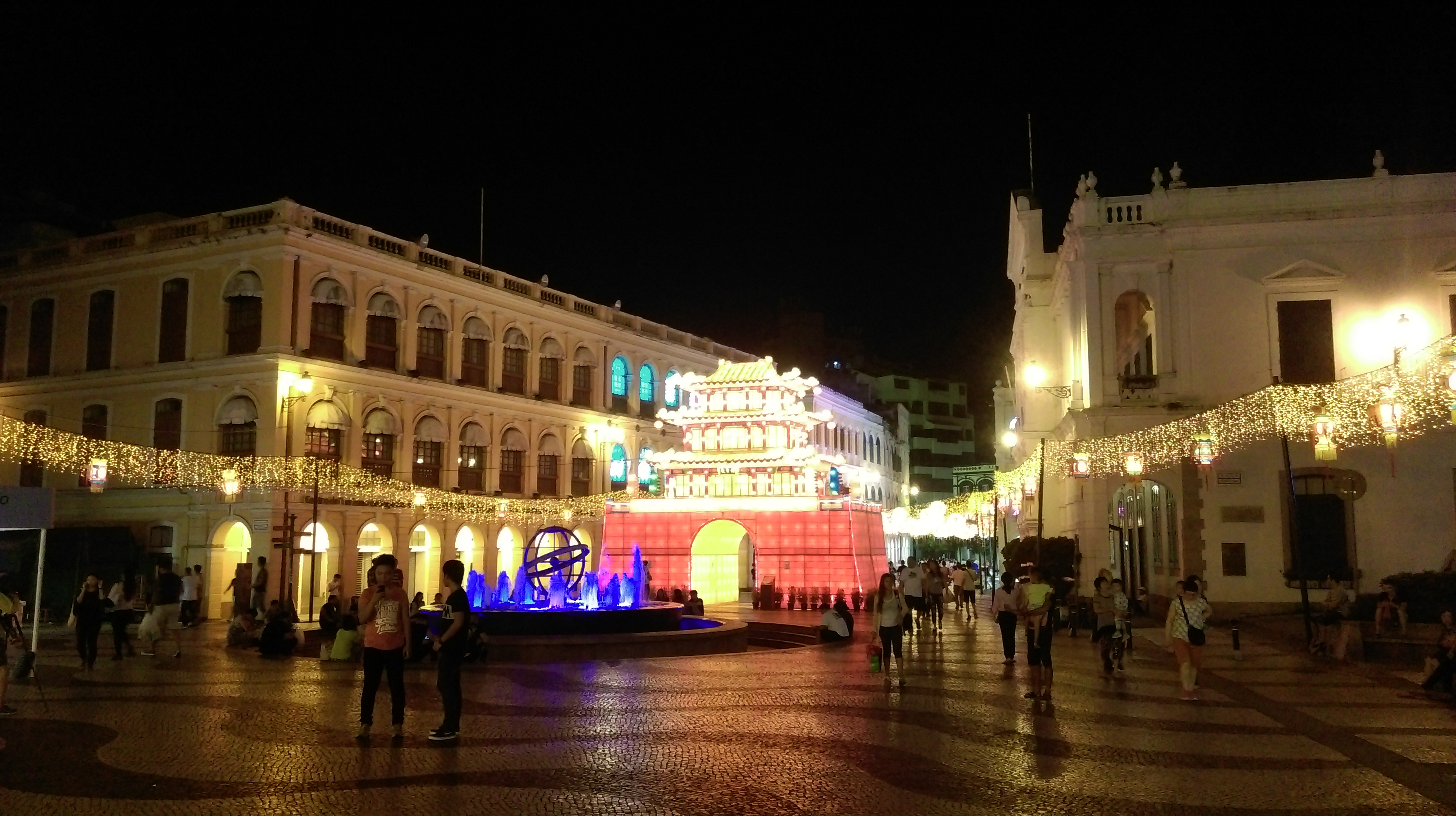
2016年的節日燈飾

因位處明朝起中國官員以至葡萄牙人議事機構──澳門議事會（即今市政署大樓）前，故而得名。議事亭前地為處澳門中心區域，歷來上任的澳門總督，必在此舉行儀式，檢閱駐澳門的海陸軍隊。1940年，豎立曾率軍攻打前山炮台之土生葡人軍官美士基打銅像，後於一二·三事件期間被華人群眾拉倒，原地則被改建一噴水池至今，俗稱因此而成。
議事亭前地周圍一帶的建築物極富有歐洲特色，不少已被評為紀念物及具建築藝術價值的建築物。列入受文物保護之建築物，其門面都不許改動，只可以改動室內架構。1990年代初，葡屬澳門政府更重金聘請葡萄牙的技師以黑白相間之葡國石舖砌前地及相連街道地面，使之成為帶葡萄牙城市風格的行人專用區，現除了遊客必到之處外，議事亭前地仍是澳門社區活動的熱門地點。

## 前地中建築之演變

### 美士基打銅像
1940年前，因人與車輛十分稀疏前地十分空曠，只是近兩旁建築設置一處小花圃，放置數排木長椅供遊人歇息；1940年，在較近新馬路與市政廳大樓（市政署大樓舊稱）正中設立一梯形草地（窄邊向前地方向）上種植數棵大樹，中間樹立一混凝土圓石柱，其上豎立葡萄牙軍官美士基打（穿著軍服拔劍）銅像，兩旁近郵電局與其對面設立十數個泊車位。銅像在1966年12月「一二·三事件」中被華人群眾拉倒。八十年代運回葡萄牙安放。銅像現安放於奧埃拉什的Associação de Comandos展出。

### 牌樓
在50至70年代中旬，澳門的親北京團體在每年十月於議事亭前地（或附近一帶如星光書店舊址、郵電局旁）豎立由跨前地之木製紅色牌樓，與市政廳大樓相對，慶祝過後便拆卸，印證著澳門當時政治對立的局面。牌樓通常高三層，與附近建築物高度幾乎相同，仿照北京天安門樣式佈置，上面有澳門同胞慶祝國慶字樣，落地注中有當時之政治標語，上有大型繪畫，每年主題不一，晚上亮燈或燃放鞭炮以示慶祝。雙十節時則有仿南京門的木製牌樓。

### 噴水池
美士基打銅像在一二·三事件時被示威者拉倒後，原址被清空並丟空數年，至1972年秋天被改作一相同形狀之水池，當時耗資約30萬元，其上有一小級梯形突起，上舖設圓形的噴水嘴，水下配十數盞不同顏色燈光，假日期間噴水池以中間水柱為主，周邊圓形小水注向中心間斷圍射，兩級彩色燈光相間閃耀，對於70年代生活樸素之澳門居民來說，閒時或節日一家大小在噴水池散步、小童玩擦地炮已成一種優閒之活動。
1985年起在前地設立數個大型植物水泥躉，內種熱帶植物，四邊設有長椅以分隔噴水池前後，因當時只有噴水池周邊小部分地區屬不准行車之地，從噴水池至郵政總局門前仍需過馬路。至90年代之前，該處仍是人力三輪車的其中一個認可停泊處；在1993年年中起前地進行半年之重整，格局成現在的面貌。

### 天球儀
市政廳在1993年重整廣場，由葡萄牙景觀建築師Francisco Caldeira Cabral設計，包括在廣場鋪砌碎石路面、重建新的圓形噴水池，以及增添座椅、花圃和照明，花費750萬元。現時噴水池之位置跟過去與市政廳大樓的距離相距較遠，較接近仁慈堂大樓。圓形地凹陷處有數個同心圓石階，噴水池中央放置一個正立之天球儀（葡萄牙國徽上也有天球儀，代表葡人航海遠征之象徵，有著作誤寫成地球儀），其上標有黃道赤道銅環，而秋分點正對著市政廳大樓。噴水池池底置有數十個白燈泡，晚上亮燈，以不同燈光向上噴水錶演。而且自整個前地由普通水泥地換成舖設成波浪型葡國石後，除特別車輛（市政署工作車輛）外整個前地皆不准行車，而只在郵電局旁設立花槽與休憩台階供遊人乘涼與對面設立木椅；與此同時，因為一同舖設葡國石，與板樟堂、賣草地連成一體。

## 前地中舉辦活動

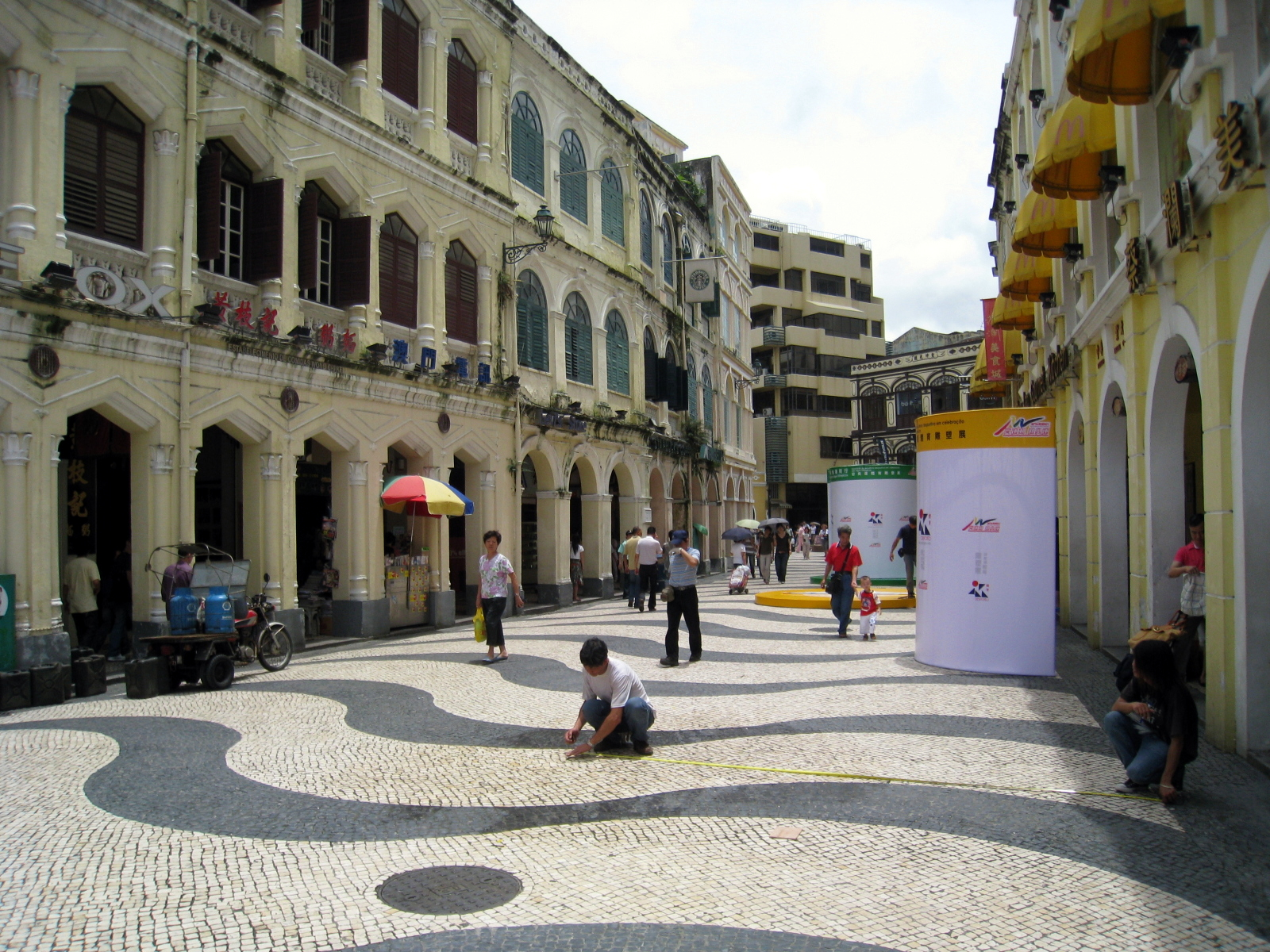
前地中舉辦展覽活動

澳門團體如需借用前地舉辦活動者，需向市政署（回歸前為澳門市政廳）提交申請（页面存档备份，存于）。在一些大型節日上，市政署於噴水池階梯周圍被安放有特色植物如荷花（荷香樂滿城）與大紅花（聖誕節）作佈置，而聖誕節與農曆新年的半個月期間，市政署亦會在前地放置大型聖誕樹與生肖燈飾作點綴。曾有藝術展覽期間，把其上之天球儀置下以其平台安放藝術展品。而因為噴水池規模縮小並移後，市政署前騰空了較大的空間，故一般性較大型之文藝晚會或者音樂會等表演娛樂節目經常在此搭建臨時舞台與燈光舉行。
農曆新年之舞龍活動、跨年倒數（90年代至2004年）或一些團體較大型活動（如保安日）、2000年的澳門首屆美食節也是也在此舉行，通常是市政署旁之空地搭建大舞台活動，仁慈堂後方空地則為展覽或小型攤位活動之格局。而每年農曆新年前幾天之澳門小型花市、攝影展覽皆多在近仁慈堂之前地舉行。
由於該前地屬於被列入“世界文化遺產”名錄的“澳門歷史城區”一部分，為了保護該地和附近其他同樣被列入該名錄的建築物（例如仁慈堂大樓和民政總署大樓），市政署批准團體於該前地舉行大型集會和活動的數量也有所減少。2013年更以「旅客眾多」為由，把當年立法會選舉誓師場地改在塔石廣場舉行。

## 相關資料

### 紙幣題材
- 澳門大西洋銀行2005年版本澳門幣壹佰圓紙幣正面取材自議事亭前地。

### 周邊建築物與著名店號
| - 市政署大樓、隔鄰為在90年代結業之平安戲院 - 澳門郵電局大樓 - 仁慈堂大樓、隔鄰為便民藥房 - 信德堡（購物中心，曾開設大快活快餐店和唱片影音器材行，現為屈臣氏） | - 利斯大廈（曾為大眾報報社、澳門電力公司辦事處和旅遊局總部所在地，今澳門商務旅遊服務中心） - 龍記酒家、大誠書局（皆已結業） - 義順雙皮奶（已遷至新馬路） - 瑞昌銀號辦館（原址於90年代中被售出，現已成為餐廳） |
| | |

- 澳門商會原址（即現時澳門中華總商會初期會址，地下舖面為洋服店、文具印刷公司與建築公司；原址租出後曾為已結業之中國文教有限公司分店、身份證明局辦公地址；現為中華商業大廈，該處有美食城與化妝品連鎖店）

## 四大廣場
澳門四大廣場指議事亭前地與另外三個廣場，其餘三個分別是：
- 西灣湖廣場
- 澳門文化中心廣場
- 塔石廣場

## 公共交通

### 公共巴士
M134 新馬路／華僑（Almeida Ribeiro / OCBC)
路線：3、3X、4、6A、8A、18A、19、26A、33、101X、N1A
M135 新馬路／大豐（Almeida Ribeiro / Tai Fung）
路線：2、3、3A、3X、5、6A、10、18、101X、N1B、N3
M143 新馬路／爐石塘（Almeida Ribeiro / Rua Camilo Pessanha)
路線：11、21A、26A、33
M167 南灣大馬路／時代（Praia Grande / Si Toi）
路線：2、5、6A、16、16S、28B